# Jezná

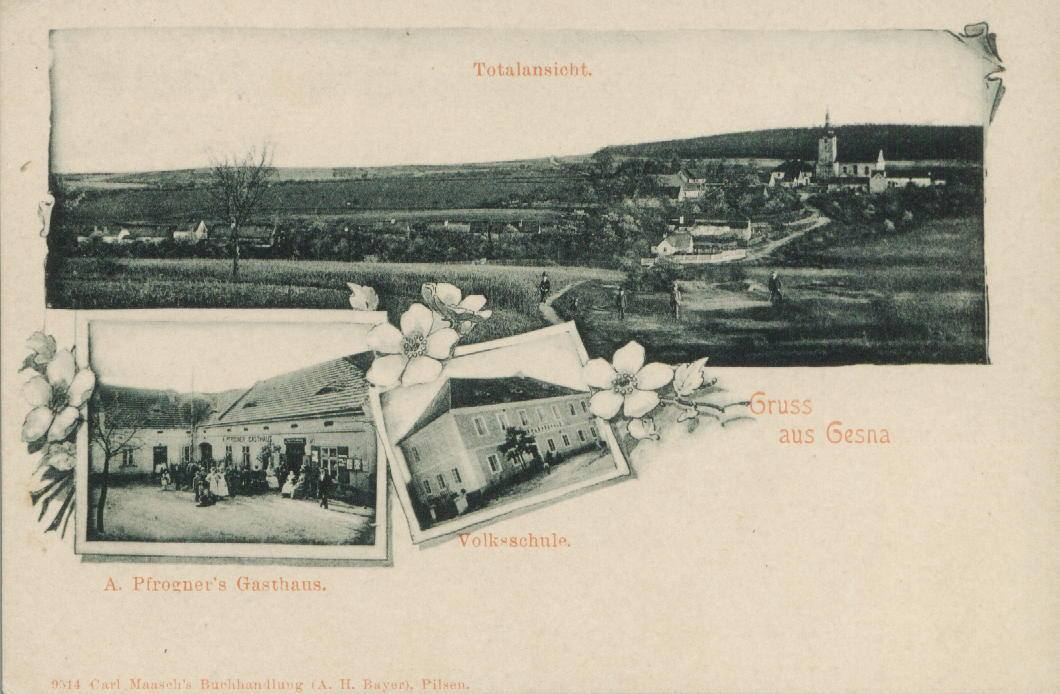
Stará pohlednice s výjevy obce

Jezná (též Jezdná, německy Gesna) je malá vesnice, část obce Úlice v okrese Plzeň-sever v Plzeňském kraji. Nachází se asi dva kilometry severně od Úlice. Je zde evidováno 28 adres. V roce 2011 zde trvale žilo 26 obyvatel.
Jezná leží v katastrálním území Úlice o výměře 8,81 km².

## Historie
Nejstarší zmínka o obci pochází z roku 1272 v listině, kde ji papež potvrzuje jako majetek premonstátek z chotěšovského kláštera. Chotěšovské premonstrátky obec však pravděpodobně nezaložily, ale dostaly ji darem asi od zbožného feudála. Její založení můžeme datovat spíše do 12. či 13. století, ale může být i mnohem starší, a to v souvislosti s trasou Norimberské stezky, která tudy procházela. Původní kostel sv. Václava je prvně zmiňován 1352, kdy byla založena farnost v souvislosti s reformou církevní správy Karla IV., a mohl být tehdy součástí opevněného dvorce či tvrze. Podle jedné legendy dal pokyn k postavení kostela biskup sv. Wolfgang, když tudy procházel do Prahy (10. století).  Farní správa v Jezné předurčila obec do budoucna jako hlavní místo církevní správy a administrativy, protože pro člověka feudální společnosti byla z hlediska sociálního a kulturního zásadní především příslušnost k farnosti. Území farnosti proto také odpovídá území, z něhož měla mládež povinnost navštěvovat jezenskou obecnou školu. 
Ves často měnila majitele, již v roce 1379 vlastnil část obce urozený pán Heřman z Jeřeně, rytíř z Nečtin. Druhá část obce pak patřila vladykům z Dolan (kde se též nacházelo sídlo nižší šlechty v tamní tvrzi). Mezi nejvýznačnější majitele Jezné patří Úličtí z Plešnic, po kterých se nám v kostele zachovaly dva renesanční náhrobníky z 16. století. Před bitvou na Bílé hoře byli mezi majiteli i bratři Mikuláš a Jan z Gutštejna či páni z Bubnu. Po krátkou dobu zde bylo v 18. století sídlo Bohušů z Otěšic, kteří zřejmě obývali dům č.p. 2 v poplužním dvoře a Jezná se tak stala samostatným statkem. V roce 1718 je v Jezné zmiňován místní kantor Ferdinand Josef Hochberger, tedy existovala zde zřejmě již škola. Zdejší fara měla právo pivovárečné, kterého užívala ještě v roce 1870 a ve farním dvoře stál malý pivovar. V roce 1822 byla dostavěna klasicistní budova obecné školy (č.p. 13), která ve stejném roce zahájila výuku dětí ze všech obcí jezenské farnosti. Škola byla zrušena až na konci osmdesátých let 20. století, kdy byla pro nedostatek kapacity a stavu budovy přesunuta do sousedních Pňovan.
V roce 1600 vyhořel gotický kostel sv. Václava. Zřejmě již po obnově byl kromě sv. Václavu také zasvěcen Nejsvětější Trojici, protože na zvonu osazeném v roce 1604 je kromě výjevu sv. Václava poprvé také výjev Nejsvětější Trojice. 
V roce 1773 byla dokončena pozdě barokní přestavba místního farního kostela Nejsvětější Trojice a sv. Václava. Z původního kostela se zachovala pouze věž. Zbytek kostela byl nahrazen rokokovou novostavbou, která však obsahuje i část historického zařízení přeneseného z původního kostela.
Obyvatelstvo zdejší obce a zdejšího regionu bylo až do Třicetileté války vesměs české. Postupná germanizace odstartovala až příchodem německých obyvatel po Třicetileté válce. Svědčí o tom čeština ve vedení úředních zápisů i nápisů na náhrobcích a zvonech v 17. století.
Po revoluci v roce 1848 patřil statek v Jezné rytíři Karlu Weidenheimovi. Posledními majiteli na konci 19. století byla rodina Macenauerových jejíž potomci spravují zemědělskou půdu dodnes. V roce 1930 v Jezné žilo ve 35 domech 154 Němců, 29 Čechů a jeden cizinec. Sedm z toho tvořilo osadu Nová Jezná u železniční trati. Kromě kostela, fary a obecné školy zde existoval také hostinec rodiny Pfrognerů s hospodou. 
Farní úřad v Jezné existoval do roku 1946, kdy byli sudetští Němci odsuniti a s nimi odešel i místní poslední farář Antonín Večeřek, který se rozhodl odejít se svými farníky do Západního Německa. 
V roce 1992 žilo v samotné Jezné jen 16 obyvatel v šesti domech. Ostatní domy sloužily rekreačním účelům.

## Obyvatelstvo
| Rok            | 1869 | 1880 | 1890 | 1900 | 1910 | 1921 | 1930 | 1950 | 1961 | 1970 | 1980 | 1991 | 2001 | 2011 | 2021 |
| -------------- | ---- | ---- | ---- | ---- | ---- | ---- | ---- | ---- | ---- | ---- | ---- | ---- | ---- | ---- | ---- |
| Počet obyvatel | 111  | 132  | 120  | 102  | 121  | 131  | 184  | 127  | 124  | 65   | 22   | 16   | 24   | 26   | 45   |
| Počet domů     | 20   | 19   | 19   | 21   | 20   | 20   | 35   | 39   | 39   | 20   | 12   | 15   | 15   | 17   | 17   |

## Pamětihodnosti
- Kostel Nejsvětější Trojice (Jezná)
- Objekt barokní fary z 1. pol. 18. století
- Starý hřbitov založený v 60. letech 18. století. Nachází se 300 m jz od obce
- Objekt poplužního dvora č.p. 2
- Budova obecné školy čp. 13 z roku 1822